# マリーズ郡 (ミズーリ州)
マリーズ郡（英: Maries County）は、アメリカ合衆国ミズーリ州の中央部に位置する郡である。2010年国勢調査での人口は9,176人であり、2000年の8,903人から3.1％増加した。郡庁所在地はビエナ市（人口610人）であり、同郡で人口最大の都市はベル市（人口1,545人）である。マリーズ郡は1855年3月2日に組織化され、郡名はマリーズ川およびリトルマリーズ川に因んで名付けられた。「マリーズ」はフランス語のマレー（marais）から来ており、沼、湖あるいは池を意味している。

## 地理
アメリカ合衆国国勢調査局に拠れば、郡域全面積は529.97平方マイル (1,372.6 km2)であり、このうち陸地527.73平方マイル (1,366.8 km2)、水域は2.25平方マイル (5.8 km2)で水域率は0.42％である。

### 主要高規格道路
- アメリカ国道63号線
- ミズーリ州道28号線
- ミズーリ州道42号線
- ミズーリ州道68号線
- ミズーリ州道133号線

### 隣接する郡
- オーセージ郡 - 北
- ガスコネイド郡 - 北東
- フェルプス郡 - 南東
- プラスキ郡 - 南西
- ミラー郡 - 西

## 人口動態
以下は2000年の国勢調査による人口統計データである。
| 基礎データ - 人口: 8,903人 - 世帯数: 3,519 世帯 - 家族数: 2,502 家族 - 人口密度: 7人/km2（17人/mi2） - 住居数: 4,149軒 - 住居密度: 3軒/km2（8軒/mi2） 人種別人口構成 - 白人: 97.43% - アフリカン・アメリカン: 0.33% - ネイティブ・アメリカン: 0.55% - アジア人: 0.11% - その他の人種: 0.35% - 混血: 1.24% - ヒスパニック・ラテン系: 1.16% 年齢別人口構成 - 18歳未満: 26.0% - 18-24歳: 7.3% - 25-44歳: 26.5% - 45-64歳: 24.5% - 65歳以上: 15.6% - 年齢の中央値: 38歳 - 性比（女性100人あたり男性の人口） - 総人口: 101.2 - 18歳以上: 97.9 | 世帯と家族（対世帯数） - 18歳未満の子供がいる: 31.6% - 結婚・同居している夫婦: 59.0% - 未婚・離婚・死別女性が世帯主: 7.7% - 非家族世帯: 28.9% - 単身世帯: 25.7% - 65歳以上の老人1人暮らし: 12.3% - 平均構成人数 - 世帯: 2.51人 - 家族: 3.00人 収入と家計 - 収入の中央値 - 世帯: 31,925米ドル - 家族: 39,187米ドル - 性別 - 男性: 28,524米ドル - 女性: 20,705米ドル - 人口1人あたり収入: 15,662米ドル - 貧困線以下 - 対人口: 13.1% - 対家族数: 10.1% - 18歳未満: 17.3% - 65歳以上: 13.2% |

## 都市と町
| - アーガイル - ベル - ブリンクタウン | - ヘイデン - ハイゲイト - ビエナ - 郡庁所在地 | - ビッチー |

## 政治

### 地方
マリーズ郡の地方レベルでは民主党が大半の政治を支配しており、郡の選挙で選ばれる役職は3人を除いて独占している。

#### 2008年大統領予備選挙
2008年の大統領予備選挙で、マリーズ郡は二大政党の候補者をどちらも州全体と全国で二位に終わった者を選んだ。民主党の予備選挙ではヒラリー・クリントンが1位となり、さらに共和党予備選挙で各候補に投じられた票数よりも多かった。